# Arisaema tuberculatum
Arisaema tuberculatum là một loài thực vật có hoa trong họ Ráy (Araceae). Loài này được C.E.C.Fisch. mô tả khoa học đầu tiên năm 1935.